# Северен административен окръг
Северен административен окръг, съкратено САО (на руски: Се́верный администрати́вный о́круг) е един от 12-те окръга на град Москва.
В окръга има 8 големи индустриални зони. Окръгът има свой герб и знаме. Административния окръг включва 16 района. Кодът на САО по OKATO е 45 277 000 000.
Префект от 12 ноември 2021 г. — Гаджимурад Изамутдинович Изутдинов. Окръгът се администрира от префектурата на САO и други окръжни власти.

## История
Северният административен окръг е създаден на 10 юли 1991 г. с указ на кмета на Москва № 47-РМ „За образуването на административни окръзи в Москва“ във връзка с новото административно-териториално деление на столицата на Руската федерация — Москва. Сега САO обхваща площ от 109,9 km², с население от около 1 600 000 души. Територията на окръга започва от Белоруската жп гара и достига околовръстния път на Москва, а също така включва отделно разположения район Молжаниновски.
Районът е създаден на териториите на Москва и Московска област, които през 20 век практически не попадат в границите на Москва, с изключение на районите: Ямское поле, Петровски парк и Бутирская слобода. В края на 20-ти век на бъдещата територия на САО е имало около три дузини села, села и ферми на собственици, както и няколко малки фабрични и заводски селища, към които се добавяли гарови и вилни селища. Границата в началото на 20 век между Москва и земството в Московска област минавала по улица Скаковая, след това по Пеговски път (сега улица Серьогин), Верхняя и Нижняя Масловка. На територията, прилежаща към Бутирка, улица Разделная служи като граница със земството (сега е запазена само частично), както и Царски проезд — съвременната улица 1-ва Хуторская, тогава имала волости на окръга: Всехсвятская, Ростокинская, Троицкая и Черкизовская.
През 1991 г. Северният административен окръг включва териториите на бившите московски райони: Ленинградски, Железнодорожни, Тимирязевски, Фрунзенски, отчасти Свердловски и Краснопресненски.

## Райони
Административно окръгът се поделя на 16 района:
- Аеропорт
- Бреговой
- Бескудниковски
- Войковски
- Головински
- Дмитровски
- Западно Дегунино
- Източно Дегунино
- Коптево
- Левобережни
- Молжаниновски
- Савьоловски
- Сокол
- Тимирязевски
- Хорошевски
- Ховрино

## Транспортно съобщение
На територията на областта има станции от пет линии на метрото: Замоскворецкая, Серпуховско-Тимирязевская, Таганско-Краснопресненская, Люблинско-Дмитровская и Большая Кольцевая, както и участъкът Хорошово — Окружная от Московския централен пръстен.
В САО има две железопътни депа: локомотивното депо Лихоборы TЧЭ-2 (бивш TЧ-15); принадлежи на Московската окръжна железница и локомотивното депо „Подмосковная ТЧ-16“ (това е архитектурен паметник).
В район Сокол се намира възловата жп гара Подмосковная по Рижското направление на Московската железница. Гарата е построена през 1901 г.
През територията на окръга преминават важни транспортни пътища на Русия:
- автомобилни — (M10) (E 105) Москва— Санкт Петербург, в рамките на града (окръга) минава Ленинградское шосе, както и: Волоколамское, Дмитровское международно, Шереметьевское и Машкинское, където минават автобусните линии на Мосгортранс и Мострансавто;
- железопътни — московският клон на Октябърската железопътна линия със спирки: Ховрино, Левобережная, Молжаниново, Новоподрезково.

В окръга се намират Северното товарно речно пристанище и Северна речна гара.